# Marco Valentini
Marco Valentini (Macerata, 13 novembre 1976) è un dirigente sportivo italiano.

## Carriera
Ha iniziato la carriera nella Maceratese in Serie C2 come direttore sportivo, per proseguire nel settore giovanile della Juventus dal 2000 al 2003.
Successivamente a stagione in corso diventa direttore sportivo della Reggiana in Serie C1, ottenendo la salvezza ai play-out nella stagione 2003-2004. Nella stagione seguente sempre con la Reggiana ottiene un quinto posto e la squadra viene eliminata ai play-off dall'Avellino.
Dal settembre del 2005 è stato direttore sportivo del Messina. Tra i giocatori portati dal dirigente marchigiano nel corso della stagione figurano Sergio Floccari e Zlatan Muslimović.
Nella stagione 2006-2007 diventa l'unico responsabile del mercato della società giallorossa.
Nel dicembre 2008 viene assunto dall'Ascoli in qualità di direttore sportivo e insieme a Franco Colomba, arrivato con lui. Contribuisce ad una salvezza della squadra marchigiana che risale dall'ultimo posto in classifica. Nel 2010 ritorna ad Ascoli come direttore sportivo.
Nel 2013 è il nuovo responsabile dell'area tecnica del Padova. Il 4 gennaio 2014 assume anche la carica di direttore sportivo della società biancoscudata, prendendo il posto di Alessio Secco.
Il 31 ottobre 2021 torna per la terza volta ad Ascoli nel ruolo di ds sostituendo il dimissionario Fabio Lupo. Il 29 aprile 2022 rinnova il contratto con l'Ascoli per altri 2 stagioni. Il 1º ottobre 2023 viene sollevato dall'incarico.
Il 3 gennaio 2025 viene nominato nuovo direttore sportivo della Salernitana, in sostituzione all'esonerato Gianluca Petrachi. Il 30 giugno seguente viene sostituito da Daniele Faggiano.